# Jolana Havelková
Jolana Havelková (* 8. května 1966 Kolín) je současná česká fotografka, filmařka, kurátorka a vysokoškolská pedagožka.

## Život a dílo
Vystudovala Institut tvůrčí fotografie Slezské univerzity v Opavě. Vytváří fotografie, konceptuální a mail-artové projekty a videoart. Jako filmařka spolupracovala na filmech o Františku Drtikolovi a Tomáši Špidlíkovi.
Zabývá se také publikační činností, externě vyučovala Kritiku fotografie v ateliérech fotografie, digitálních médií a aplikované fotografie na Fakultě užitého umění a designu Univerzity J. E. Purkyně. Kurátorsky připravila řadu výstav z oblasti současného umění.
Od roku 1993 spoluorganizuje fotografický festival Funkeho Kolín pojmenovaný na počest Jaromíra Funkeho. Podílí se na fotografických a výtvarných akcích.
Tématu portrétu se věnovala v cyklech Podoby mých přátel nebo Dočasná setkání.

## Samostatné výstavy
1994
Modrá na ústupu, Galerie Na Valech, Kutná Hora
1996
Jedna věc bez druhé (se Svatoplukem Klimešem), Galerie Via Art, Praha; Galerie Access Vancouver, Kanada
1997
Stopy a otisky. Galerie Šternberk, Šternberk; HaDivadlo, Brno
Hledání místa (se Zuzanou Vasko), Kouřimská brána, Kutná Hora; performance Svatopluk Klimeš
1998
Podoby mých přátel (s Jaroslavem Malíkem), Divadlo Jiřího Myrona, Ostrava; Kabinet fotografie, Opava
2000
Kousnutí, Galerie V Zahradě, Kolín
Co zbylo z léta, Malá galerie České spořitelny, Kladno
2001
Krajina uvnitř a venku, Galerie Samson, Lipnice nad Sázavou
2002
Dočasná setkání, Galerie Václava Špály, Praha; Galerie Fiducia, Ostrava
2004
Něco o mně, Galerie Raketa, Ústí nad Labem
2006
Fotografické deníky, Festival Boskovice, Muzeum Boskovicka, Boskovice
2007
Veselka, mail-artový projekt (s Martinou Pachmanovou, Martinem Polákem, Lukášem Jasanským a Jiřím Holnou)
krajina 06, Ateliér Josefa Sudka, Praha
2008–2009
krajina 06, Muzeum umění a designu, Benešov; Galerie Žlutá ponorka, Znojmo
2010
Původní plán, Galerie současného umění, České Budějovice
2011
U nás, Galerie Caesar, Olomouc
Návrh na změnu partitury (s Lucií Vítkovou), Komunikační prostor Školská 28, Praha
2012
Pravidelná dávka emocí, Altán Klamovka, Praha
2013
Mimo plán (s Michalem Škodou), Galerie Fiducia, Ostrava
2015
Na hrazdě, Fotogalerie NIKA, Oblastní galerie v Liberci
Zvuk obrazu (s Lucií Vítkovou), Památník Leoše Janáčka, Brno
2017
Citlivá data, Atelier Josefa Sudka, Praha
2018
Nemluv na mne tak složitě, GASK, Kutná Hora
Citlivá data, Galéria Artotéka, Mesiac fotografie v Bratislavě, Slovensko
2019
První bruslení, Galerie Pusta, Jaworzno, Polsko
2021
Básně z dálnice, Umění pro město, GHMP, galerie Vltavská, Praha
Tady, někde, galerie Fotografic, Praha

## Skupinové výstavy
1993  
Festival inscenované fotografie, Åarhus, Dánsko
1994
Nová situace, Fragnerova galerie, Praha
Třicet tváří české fotografie, Galerie Dobra, Praha
1997
Současná česká fotografie, PERI Center of Photography, Turku, Finsko
1998–1999
Portrét, Národní technické muzeum; Divadlo Archa
1999
Dvanáct ročních období, Pražákův palác, Brno
2000
Hledání vlastního prostoru, Místodržitelský palác, Brno
Práce s tělem, Mánes, Praha
2000–2001
Akt v české fotografii, Císařská konírna Pražského hradu, Praha; Muzeum umění Olomouc
2002
Mužský akt, České centrum fotografie, Praha
2002–2004
Akt v české fotografii 1960–2000, Fotobienále – Měsíc fotografie, Moskva; České centrum v Paříži; Měsíc fotografie, Umělecká beseda slovenská, Bratislava
2004
On our way, Studio Thomas Kellner, Siegen, Německo
2005
Hudba ve výtvarném umění, Galerie V Zahradě, Kolín
2005
Česká fotografie 20. století, Městská knihovna, GHMP, Praha
2004–2006
Autoportrét, Malá galerie České spořitelny, Kladno; Galerie Františka Drtikola, Příbram
2006
Autorské knihy, Langhans Galerie Praha
2007
Intimní život globální vesnice, Mobile Video Art, uvedeno na Festivalu současného umění Praha, Galerie Vernon Projekt
2008
Fotogenie identity, Dům pánů z Kunštátu, Brno; Národní muzeum fotografie, Jindřichův Hradec
Women,Studio Thomas Kellner, Siegen, Německo
Zpřítomnění V, Areál kláštera Rosa coeli, synagoga, Dolní Kounice
2009
Fotogenie identity, Galerie Františka Drtikola, Příbram
Den Země, D.I.V.O. Institute, Kolín
Milan u Evžena, Kino Artistů, Brno
Czech Photography of the 20th Century, Bundeskunsthalle, Bonn, Německo
2010
Zpřítomnění VI., Areál kláštera Rosa coeli, synagoga, Dolní Kounice
2011
Současná česká krajina, Galerie moderního umění v Hradci Králové
Víly, skřítkové a trpaslíci…, Art in box, Praha
2012
Druhotvary 3, Interpretace partitur Leoše Janáčka, Památník Leoše Janáčka, Brno
2013
Vnitřní okruh v současné české fotografii, , Galerie hlavního města Prahy, Městská knihovna
Echofluxx 13 (s Lucií Vítkovou), Mezinárodní festival nových medii, uměni a experimentální hudby, Trafačka Aréna, Praha
Vnitřní okruh v současné české fotografii, Mesiac fotografie, Dom umění a v Bratislavě, Slovensko
2014
Vivat musica!, Veletržní palác, Národní galerie v Praze
Vnitřní okruh v současné české fotografii, Muzeum uměni Olomouc
Vy troubo! Pro Jiřího Koláře, Velká galerie Bílého zámku v Hradci nad Moravici
2015
Czech Fundamental, Museo di Roma in Trastevere, Řím, Itálie
2016
Partitury 50 x 50, Geofyzikální ustav AV ČR, Praha
Double Take: Drawing and Photography, The Photographer’s Gallery, Londýn, Velká Británie
2017
Identita, fotografický festival, Městské muzeum Blatná
2019
Šest pohlednic, Poštovní muzeum v Praze (spolupráce s Denisou Sedlákovou a Terezou Petiškovou)
Kompilace skutečnosti, Magic Carpets, Prague Biennale Projekt, Kampus Hybernská, Praha
Zvuky / Kódy / Obrazy, Zvukový experiment ve vizuálním uměni, GHMP, Dům u Kamenného zvonu, Praha
Doba plastová, Východočeská galerie Pardubice, Zámek 3
2020
Malý formát KK3, Dům Bratří Špilarů, Domažlice
Rodná hrouda, Východočeská galerie Pardubice, Dům U Jonáše
Šest pohlednic, Dům Pánů z Kunštátu v Brně (spolupráce s Denisou Sedlákovou a Terezou Petiškovou)
V tu chvíli, intervence – stálá sbírka Stavy mysli, GASK, Kutná Hora
Tři dekády, výstava ITF, Dům U Černé Matky Boží, Praha
Máchovskou krajinou, Severočeská galerie v Litoměřicích
Setkání XXX, Ostrov, Ateliér GH, Kostelec nad Černými lesy (Zdenek Hůla)
Festival Fotograf / Nerovný terén, galerie Fotograf, Praha
Voda / Proměny živlu, Galerie U Bílého jednorožce v Klatovech
2021
BODY&IRON, galerie Go Green Art, Erlenbach, Švýcarsko
Slova (video performance s Lucií Vítkovou), Prague Biennale Project, Mezinárodní festival performance, videoartu a alternativních forem performing arts, Praha
Setkání XXXI, Tělo, Ateliér GH, Kostelec nad Černými lesy (Zdenek Hůla)
Symbol, znak, litera, Konkrétní podzim, galerie AMB a Artyčok, Hradec Králové
30 let galerie Caesar, galerie Caesar, Olomouc
Já je někdo jiný, Autoportrét ze sbírek, GASK, Kutná Hora
Člověk v jeskyni, galerie NTK, Praha

### Kurátorka výstav
- 2023 U nás Jaroslav Beneš, Michaela Brachtlová, Jiří Hanke, Miloš Houdek, Gabriela Sauer Kolčavová, Vojtěch Kovářík, Naďa Kováříková, Josef Moucha, Michal Sedlák, Denisa Sedláková. Kurátorka: Jolana Havelková. Galerie Klatovy / Klenová, Purkrabství hradu Klenová. 10. června – 3. září 2023[2]